# ماهش جدو
ماهش جدو (انگلیسی: Mahesh Jadu؛ زادهٔ ۲۶ اکتبر ۱۹۸۲) بازیگر، آهنگساز اهل استرالیا است.
از فیلم‌ها یا برنامه‌های تلویزیونی که وی در آن نقش داشته‌است می‌توان به من، فرانکشتاین، مارکو پولو، و ویچر اشاره کرد.